# Robert Vekemans
Robert Vekemans (Berchem, 3 februari 1913 - Baden, 22 oktober 1998) was een Belgisch militair en verzetsman. In 1944 leidde hij de Britse bevrijders over de Rupel en zorgde er zo voor dat Antwerpen en zijn haven nagenoeg ongeschonden in geallieerde handen vielen.

## Leven
Vekemans schreef zich in 1933 in voor ingenieursstudies aan de Koninklijke Militaire School en werd onderluitenant van de genie. Tijdens de Achttiendaagse Veldtocht deed hij ervaring op met het opblazen van bruggen. Krijgsgevangen gemaakt en weggevoerd naar Duitsland, kwam hij al in oktober 1940 vrij om aan de wederopbouw te gaan werken op een Antwerps studiebureau van Bruggen en Wegen. In april 1941 ging hij bij het verzet. Hij was actief binnen het inlichtingennetwerk Alex en stond in betrekking met Urbain Reniers.
Toen de geallieerden begin september de Bevrijding van België aanvatten, ging Vekemans vanuit Antwerpen op eigen houtje de bruggen verkennen. Hij stelde vast dat de Duitsers alle bruggen over de Rupel en het kanaal Brussel-Schelde hadden ondermijnd, maar dat de houten Weduwe Van Enschodtbrug minder werd verdedigd. Overtuigd dat de Britse 11e Pantserdivisie logischerwijze via Boom zou oprukken, wachtte Vekemans in een café langs de Rijksweg nabij het Fort van Breendonk op hun komst. Op maandag 4 september omstreeks 8u30 wist hij de colonne van het 3rd Royal Tank Regiment, vertrokken uit Erembodegem, staande te houden. De gehaaste Britten waren nochtans niet geneigd te stoppen voor burgers, vanwege soms dubieuze tips of verzoeken, maar bij de tweede tank van luitenant Gibson Stubbs kreeg Vekemans gehoor. Hij legde uit dat ze met een kleine omweg ongehinderd over het water konden komen en beletten dat de Duitsers in het zicht van de tanks de bruggen zouden opblazen. Majoor John Dunlop beval het plan over de radio aan bij luitenant-kolonel David Silvertop, waarop Vekemans in een verkenningsauto mocht stappen met drie Shermans in zijn zog. Hij loodste hen over een grintweg naar Willeboek, waar ze het kanaal overstaken en langs het jaagpad naar de Van Enschodtbrug over de Rupel reden. Het leek mis te lopen toen een Britse verkenner werd opgemerkt en de Duitsers het signaal tot opblazen gaven. Eén Rupelbrug ging de lucht in, maar explosieven op de Van Enschodtbrug deden het niet. Het peloton-Vekemans was niet opgemerkt en stak de brug over terwijl de bewakers instructies waren gaan halen. Vekemans en een Boomse verzetsman sneden zelf de knalkoorden door. Dankzij het manoeuver konden de Britten de Duitse bewakers in de rug aanvallen en slaagden ze erin de grote Rupelbrug onbeschadigd te veroveren. Reeds om 14u reden Britse pantsers Antwerpen binnen. Vekemans was een van de personen die naast Silvertop op de tank stond tijdens het triomfantelijke onthaal. Het innemen van de stad was zo verrassend vlug gebeurd dat het Duitse plan om de haveninstallaties te vernietigen in duigen viel.
Na de oorlog verliet Vekemans het leger en vestigde hij zich in Morbihan.

## Eerbetoon
Voor zijn bijdrage werd Vekemans gedecoreerd met het Oorlogskruis 1940-1945 en het Military Cross.
Het manoeuvre wordt herdacht door het Tankmonument aan de kaai van Klein-Willebroek. In de buurt is ook een standbeeld van Vekemans opgericht.